# Opera omnia
A locução latina Opera omnia, traduzida literalmente, significa "toda a obra".
Utiliza-se essa expressão para falar da totalidade da obra de um determinado autor, filósofo, romancista, musicista...